# Poppenholz (Zaubach)
Poppenholz war ein Gemeindeteil der Gemeinde Zaubach im Landkreis Stadtsteinach (Oberfranken, Bayern).

## Geografie
Die ehemalige Einöde lag auf einer Höhe von 422 m ü. NHN. Sie ist seit der Gebietsreform Haus Nr. 2 von Poppenholz (Rugendorf).

## Geschichte
Ursprünglich gab es nur die Realgemeinde Poppenholz, die im 18. Jahrhundert aus sieben Anwesen bestand. Der Ort lag teils im Fraischbezirk des bambergischen Centamtes Stadtsteinach, teils im Fraischbezirk des bayreuthischen Vogteiamtes Seibelsdorf.
Mit dem Gemeindeedikt wurde Poppenholz dem 1808 gebildeten Steuerdistrikt Rugendorf und der 1811 gebildeten Ruralgemeinde Rugendorf zugeordnet. Mit dem Gemeindeedikt von 1818 erfolgte die Umgemeindung eines Anwesens nach Zaubach. Am 1. April 1971 wurde Poppenholz in die Gemeinde Rugendorf eingegliedert und mit Poppenholz (Rugendorf) vereint.

## Einwohnerentwicklung
| Jahr      | 001818 | 001861 | 001871 | 001885 | 001900 | 001925 | 001950 | 001961 |
| Einwohner |        | 5      | 5      | 5      | 2      | 5      | 5      | 0      |
| Häuser    | 1      |        |        | 1      | 1      | 1      | 1      | 1      |
| Quelle    | [ 3 ]  | [ 5 ]  | [ 6 ]  | [ 7 ]  | [ 8 ]  | [ 9 ]  | [ 10 ] | [ 11 ] |

## Religion
Poppenholz ist seit der Reformation evangelisch-lutherisch geprägt und nach Rugendorf gepfarrt.